# سارة منقارة
سارة منقارة (بالإنجليزية: Sara Minkara)‏ هي خبيرة لبنانية أمريكية في مجال الإدماج والإعاقة. وهي مدافعة عن حقوق الأشخاص ذوي الإعاقة وتعمل كمستشارة خاصة للولايات المتحدة بشأن حقوق الأشخاص ذوي الإعاقة الدولية في وزارة الخارجية الأمريكية.

## الحياة الشخصية والتعليم
منقارة من أصل لبناني وهي مهاجرة أمريكي من الجيل الأول. ديانتها مسلمة أصبحت منقارة عمياء قانونيًا عندما كانت في السابعة من عمرها.
حصلت على درجة البكالوريوس في الآداب من كلية ويلسلي ودرجة الماجستير في السياسة العامة من جامعة هارفارد.
أخت منقارة تكون منى منقارة وهي أيضًا عمياء قانونيًا. منى منقارة هي عالمة ومدافعة عن حقوق المكفوفين.

## حياتها المهنية
أسست منقارة منظمة غير ربحية تسمى التمكين من خلال التكامل (ETI) وشركة سارة منقارة ذ.م.م. حيث تعمل منظمة إي تي آي مع الأطفال المكفوفين، بما في ذلك اللاجئين في لبنان لمساعدتهم على بناء الاستقلال وتعلم مهارات الحياة، مثل كيفية المشي باستخدام عصا بيضاء أو استخدام الكمبيوتر. وتدير منظمة إي تي آي أيضًا معسكرًا صيفيًا للأطفال المكفوفين وضعاف البصر بهدف تعزيز المهارات الاجتماعية. أما سارة منقارا ذ.م.م فهي شركة استشارية تعمل على تعزيز القيادة الأصيلة من خلال خدمات مخصصة للعملاء في جميع أنحاء العالم. وقد أسست إي تي آي عندما كانت طالبة جامعية.
كرمت مبادرة كلينتون العالمية التابعة لمؤسسة كلينتون منقارة وأدرجتها مجلة فوربس في قائمة فوربس 30 تحت 30. وفي الفترة 2014-2015 كانت زميلة في مركز كار لسياسة حقوق الإنسان بجامعة هارفارد، ثم زميلة دبلن في كلية جون ف. كينيدي للحكومة بجامعة هارفارد. وكانت أيضًا زميلة في برنامج هاليكون وزميلة في برنامج إيكوينج جرين وحاصلة على جائزة إميلي بولتش للسلام والعدالة وجائزة أفكار معهد ماساتشوستس للتكنولوجيا وقائدة ناشئة في جامعة هارفارد.
كانت منقارة موضوع الفيلم الوثائقي "فقدان البصر، ولكن اكتساب الرؤية". وقد فاز الفيلم الذي أنتجته خريجة جامعة هارفارد جلوريا هونغ بجائزة لجنة التحكيم الكبرى في مهرجان الفتيات المؤثرات على العالم السينمائي لعام 2015.
في 28 أكتوبر 2021 عيّن الرئيس الأمريكي جو بايدن سارة منقارة مستشارة خاصة للولايات المتحدة بشأن حقوق الأشخاص ذوي الإعاقة الدولية في وزارة الخارجية. وقد أنشأ الرئيس باراك أوباما، ولم يملأ خلال رئاسة دونالد ترامب.